# Reserva Comunal El Sira
Die Reserva Comunal El Sira (RCS) ist ein peruanisches Schutzgebiet von kommunalem Rang, das sich über einen großen Teil des Sira-Gebirges (Cordillera El Sira) erstreckt. Das Schutzgebiet wurde am 22. Juni 2001 eingerichtet. Verwaltet wird es von der staatlichen Naturschutz-Agentur Servicio Nacional de Areas Naturales Protegidas por el Estado (SERNANP). Das Areal besitzt eine Größe von 6164,13 km². Es dient der Erhaltung des tropischen Nebelwaldes und damit einem Ökosystem endemischer und bedrohter Pflanzen- und Tierarten. Es wird in der IUCN-Kategorie VI als ein Schutzgebiet geführt, dessen Management der nachhaltigen Nutzung natürlicher Ökosysteme und Lebensräume dient. Das Areal bildet das Siedlungsgebiet der indigenen Volksgruppe der Yanesha.

## Lage
Das Schutzgebiet erstreckt sich über den mittleren und nördlichen Teil des Sira-Gebirges. Der Kreuzungspunkt der Regionen Huánuco, Pasco und Ucayali liegt im Schutzgebiet am 2350 m hohen Pico Sira, der höchsten Erhebung des Gebirgszugs. Das Gebiet wird nach Westen zum Río Pichis und Río Pachitea, nach Osten zum Río Ucayali hin entwässert.

## Ökosystem
In dem Schutzgebiet leben etwa 400 Vogelarten, 143 Säugetierarten, 140 Reptilienarten und 109 Fischarten. Erwähnenswert ist Tangara phillipsi aus der Familie der Tangaren, der Koepckehokko (Pauxi koepckeae) sowie der Koepckeschattenkolibri (Phaethornis koepckeae).